# 몬테크리스토섬

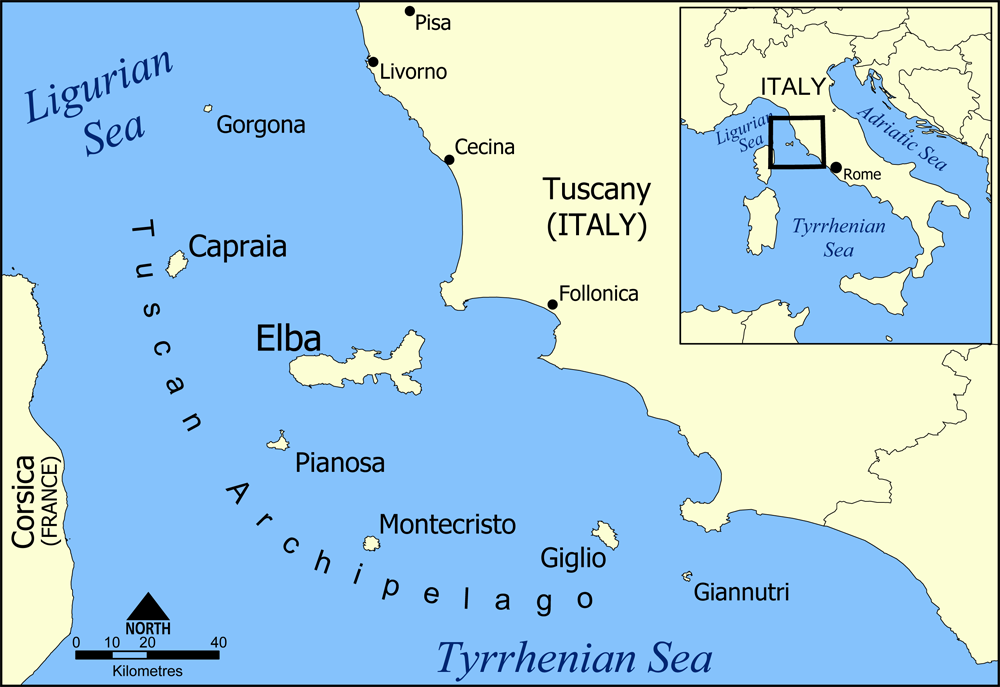
토스카나 제도의 지도

몬테크리스토섬(이탈리아어: Isola di Montecristo)은 이탈리아 토스카나 제도에 속하는 티레니아해의 섬이다. 이탈리아 본토와 코르시카 섬 사이에 있으며, 엘바섬의 남쪽에 있다. 알렉상드르 뒤마의 소설 몬테크리스토 백작을 통해 널리 알려졌으나, 소설에서 이 섬은 그리 자세히 언급되지 않는다. 몬테크리스토는 이탈리아어로 "그리스도의 산"이란 뜻이다.

## 같이 보기
- 토스카나 제도